# Erica excavata
Erica excavata är en ljungväxtart som beskrevs av Harriet Margaret Louisa Bolus. Erica excavata ingår i släktet klockljungssläktet, och familjen ljungväxter. Inga underarter finns listade i Catalogue of Life.